# Koprivnica
Koprivnica és un poble i municipi d'Eslovàquia. Es troba a la regió de Prešov, al nord del país. La primera referència escrita de la vila data del 1283.

## Demografia
| Godina             | 1994 | 2004   | 2014   | 2024   |
| ------------------ | ---- | ------ | ------ | ------ |
| Nombre de persones | 675  | 689    | 685    | 663    |
| Diferència         |      | +2,07% | −0,58% | −3,21% |

| Godina             | 2023 | 2024   |
| ------------------ | ---- | ------ |
| Nombre de persones | 661  | 663    |
| Diferència         |      | +0,30% |